# Saint-Samson-de-Bonfossé
Saint-Samson-de-Bonfossé est une ancienne commune française du département de la Manche et de la région Normandie, peuplée de 926 habitants. Elle devient commune déléguée le 1er janvier 2016 à la suite de la création de la commune nouvelle de Bourgvallées.

## Géographie
La commune est en Pays saint-lois. Son bourg est à 5,5 km au sud-est de Canisy, à 9,5 km au sud de Saint-Lô, à 11 km au nord-est de Tessy-sur-Vire et à 12 km à l'ouest de Torigni-sur-Vire.
Saint-Samson-de-Bonfossé est dans le bassin de la Vire, par son affluent l'Hain qui traverse puis délimite le territoire à l'ouest sous le nom de ruisseau de la Vache Brune. Ses deux affluents bordent le territoire communal : le ruisseau de la Planche Féron qui marque la limite à l'ouest et le ruisseau du Hameau Bernard en limite est, collectant les eaux de la moitié orientale.
Le point culminant (159 m) se situe en limite sud, sur la D 251, au lieu-dit le Carol. Le point le plus bas (28 m) correspond à la sortie de l'Hain du territoire, au nord. La commune est bocagère.
La commune est dispersée en plusieurs hameaux : Saint-Samson-de-Bonfossé (le bourg), la Fosse, Putange, Hamel Goulet, la Houssée, l'Aubellie, la Vicomterie, Hameau au Crosnier, la Doisnelière, Hameau Mabire, la Marcherie, la Butte, la Mabilière, la Chesnerie, la Rebourserie, la Turquetière, la Moissonnière, la Cannerie, le Cailloux, le Petit Cailloux, la Pasquerie, le Hameau Bernard.
| Saint-Ébremond-de-Bonfossé | Saint-Ébremond-de-Bonfossé                     | Gourfaleur (comm. nouv. de Bourgvallées)                                                |
| Saint-Ébremond-de-Bonfossé | Saint-Samson-de-Bonfossé                       | Gourfaleur (comm. nouv. de Bourgvallées), Saint-Romphaire (comm. nouv. de Bourgvallées) |
| Saint-Martin-de-Bonfossé   | Le Mesnil-Opac (comm. nouv. de Moyon-Villages) | Saint-Romphaire (comm. nouv. de Bourgvallées)                                           |

## Toponymie
Le nom de la localité est attesté sous la forme prebenda Sancti Samsonis en 1146, Saint-Samson de Crallon sans date.
L'appellatif Bonfossé désignerait un fossé — ouvrage militaire défensif — de qualité. Il est partagé avec les localités voisines Saint-Ébremond, Saint-Martin et Saint-Sauveur (commune absorbée par Saint-Martin).-
La paroisse était dédiée à Samson, évêque de Dol au VIe siècle.
Le gentilé est Samsonnais.

## Politique et administration
| Période                                                                                | Période       | Identité                               | Étiquette | Qualité             |
| -------------------------------------------------------------------------------------- | ------------- | -------------------------------------- | --------- | ------------------- |
| 1800                                                                                   | 1818          | Gabriel Dufour de Précanville          |           |                     |
| 1818                                                                                   | 1824          | Louis François Sanson de La Duranderie |           |                     |
| 1824                                                                                   | 1827          | Adrien Sanson de Bricville             |           |                     |
| 1827                                                                                   | 1836          | Pierre Lecrosnier                      |           |                     |
| 1836                                                                                   | 1857          | Pierre Divrande                        |           |                     |
| 1857                                                                                   | 1863          | Casimir Marin                          |           |                     |
| 1863                                                                                   | 1876          | Jacques Lafosse                        |           |                     |
| 1876                                                                                   | 1881          | Constant Coulleray                     |           |                     |
| 1881                                                                                   | 1898          | Albert Lafosse                         |           |                     |
| 1898                                                                                   | 1918          | Édouard Sauvage                        |           |                     |
| 1919                                                                                   | 1929          | Octave Fouchard                        |           |                     |
| 1919                                                                                   | 1933          | Charles Suhard                         |           |                     |
| 1933                                                                                   | 1964          | Pierre Horel                           |           |                     |
| 1964                                                                                   | 1977          | Raymond Guilbert                       |           |                     |
| 1977                                                                                   | mars 2001     | Marcel Boullot                         |           |                     |
| mars 2001                                                                              | décembre 2015 | Henri-Paul Tressel                     | SE        | Conseiller agricole |
| Une partie des données est issue d'une liste établie par Jean Pouëssel et Guy de Gand. |               |                                        |           |                     |

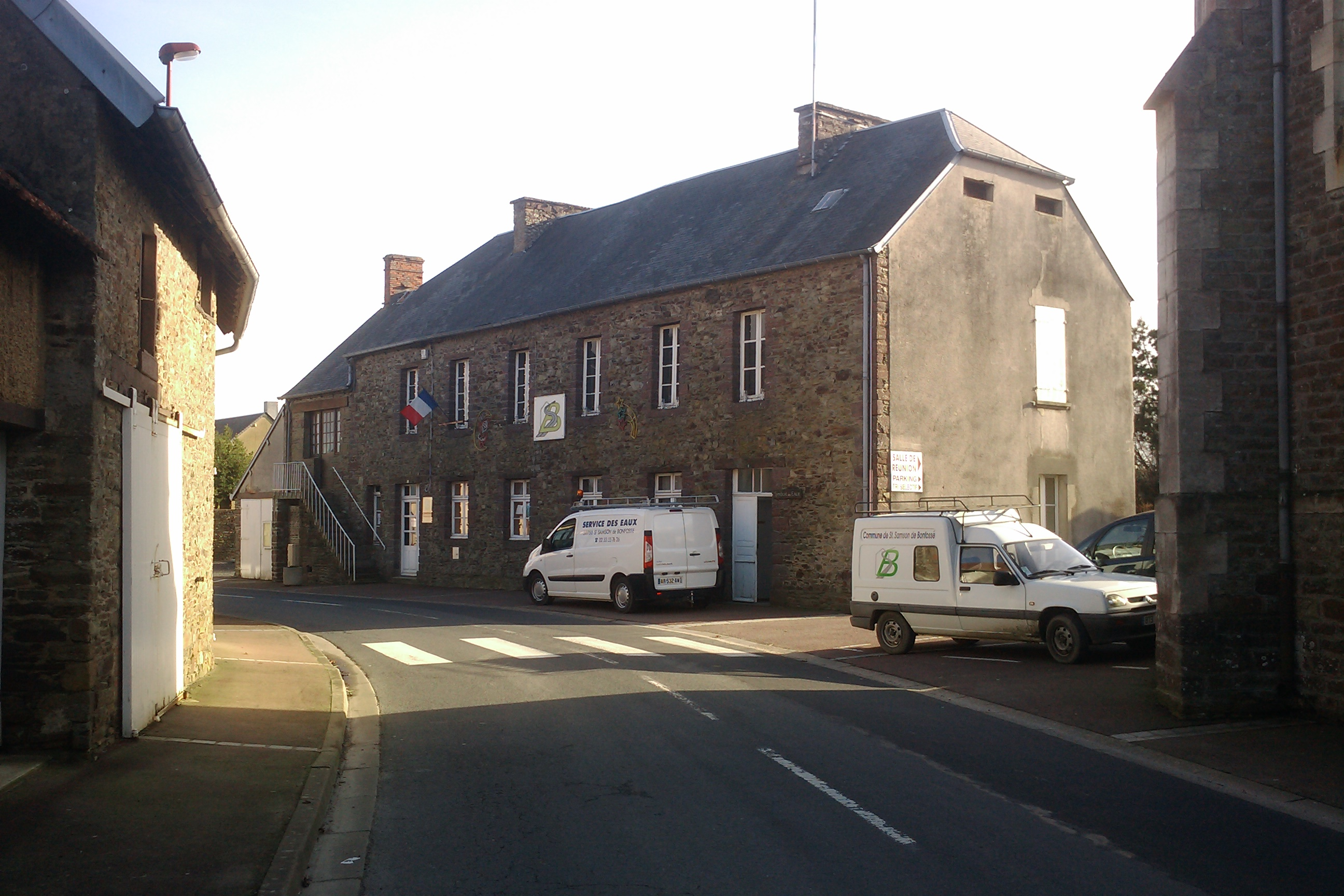
La mairie.

Le conseil municipal est composé de quinze membres dont le maire et trois adjoints.
| Période      | Période  | Identité           | Étiquette | Qualité                                   |
| ------------ | -------- | ------------------ | --------- | ----------------------------------------- |
| janvier 2016 | mai 2020 | Henri-Paul Tressel | SE        | Conseiller agricole Maire de Bourgvallées |
| mai 2020     | En cours | Jacky Lerenard     | SE        | Adjoint technique                         |

## Démographie
En 2021, la commune comptait 926 habitants. Depuis 2004, les enquêtes de recensement dans les communes de moins de 10 000 habitants ont lieu tous les cinq ans (en 2007, 2012, 2017, etc. pour Saint-Samson-de-Bonfossé) et les chiffres de population municipale légale des autres années sont des estimations.
| 1793 | 1800 | 1806 | 1821 | 1831 | 1836 | 1841 | 1846 | 1851 |
| ---- | ---- | ---- | ---- | ---- | ---- | ---- | ---- | ---- |
| 508  | 504  | 597  | 549  | 633  | 664  | 635  | 668  | 647  |

| 1856 | 1861 | 1866 | 1872 | 1876 | 1881 | 1886 | 1891 | 1896 |
| ---- | ---- | ---- | ---- | ---- | ---- | ---- | ---- | ---- |
| 670  | 678  | 660  | 614  | 628  | 608  | 590  | 576  | 535  |

| 1901 | 1906 | 1911 | 1921 | 1926 | 1931 | 1936 | 1946 | 1954 |
| ---- | ---- | ---- | ---- | ---- | ---- | ---- | ---- | ---- |
| 509  | 502  | 509  | 476  | 509  | 538  | 528  | 622  | 602  |

| 1962 | 1968 | 1975 | 1982 | 1990 | 1999 | 2007 | 2011 | 2016 |
| ---- | ---- | ---- | ---- | ---- | ---- | ---- | ---- | ---- |
| 581  | 601  | 532  | 606  | 732  | 727  | 882  | 890  | 863  |

| 2019 | - | - | - | - | - | - | - | - |
| ---- | - | - | - | - | - | - | - | - |
| 881  | - | - | - | - | - | - | - | - |

## Lieux et monuments
- Église Saint-Samson des XIIe, XVIIIe – XXe siècles. Le clocher et la nef ont été restaurés au XVIIIe, et le chœur, plus haut que la nef, date du XXe siècle. Dans le murs de la nef, traces du XIIe.

L'édifice abrite une chaire à prêcher du XVIIIe, une Vierge à l'Enfant couronnée du XVIe, saint Samson évêque du XVIIIe, saint André du XVIe, une verrière du XXe de Pinta et Champigneulle ainsi que douze pierres tombales.
- Croix de cimetière du XVIe siècle.
- If funéraire multiséculaire du cimetière.
- Calvaire de la Mission (1881).
- Ferme-manoir de la Vicomterie (XVIe – XIXe siècles), ancien château féodal.

## Activité et manifestations

### Sports
Le Football club Croix Carol fait évoluer deux équipes de football en divisions de district.